# Павлычева, Антонина Павловна
Антони́на Па́вловна Па́влычева (23 ноября 1900, Дуденёво, Тверская губерния — 12 октября 1977, Ленинград) — советская актриса театра и кино, заслуженная артистка РСФСР (1957).

## Биография
Родилась 23 ноября 1900 года в деревне Дуденёво (ныне — в Калининском районе Тверской области).
Антонина Павлычева в 1926 году окончила Институт сценических искусств. Училась вместе с Николаем Симоновым и Василием Меркурьевым. С 1928 по 1935 год — артистка Ленинградского театра актерского мастерства (ТАМ) под руководством Л. С. Вивьена.
В 1950-е годы — актриса Ленинградского государственного областного драматического театра. После слияния этого театра в 1963 году с областным театром драмы и комедии стала актрисой нового театрального коллектива — Театра драмы и комедии на Литейном. Одновременно снималась в кинофильмах. В ее фильмографии такие полотна, как «Ленинградская симфония», «Дикая собака Динго», «Государственный преступник», «Африканыч», «Двадцать дней без войны» и многие другие.
Заслуженная артистка РСФСР (1957).
Скончалась 12 октября 1977 года в Ленинграде, похоронена на Комаровском кладбище.

## Фильмография
1. 1957 — Всего дороже
2. 1957 — Ленинградская симфония — санитарка
3. 1957 — На переломе
4. 1958 — День первый — мать Николая
5. 1958 — Милочкина болезнь (короткометражный) — бабушка
6. 1960 — Гущак из Рио-де-Жанейро — Дарья Филипповна
7. 1960 — Чудотворная — бабка Авдотья, мать Варвары
8. 1962 — Вступление — проводница
9. 1962 — Дикая собака динго — нянька Тани
10. 1963 — Всё остаётся людям — Тамара Ивановна
11. 1963 — Молодожён (короткометражный) — мать Василия
12. 1964 — Государственный преступник — Шелкова Анна Михайловна, жена погибшего командира партизанского отряда
13. 1965 — Друзья и годы — тётя Катя
14. 1965 — Знойный июль — Нина Адамовна Демидова, учительница на пенсии
15. 1965 — Ленин в Польше (СССР/Польша) — мать Крупской
16. 1969 — Киноальманах «Мальчишки». Новелла «Это именно я» (короткометражный) — бабушка (в титрах указан как — Л. Павлычева)
17. 1970 — Африканыч — мать Африканыча
18. 1970 — Удивительный заклад — бабушка
19. 1972 — Дом на Фонтанке
20. 1973 — Где это видано, где это слыхано (короткометражный) — вахтёрша
21. 1974 — В то далёкое лето — бабушка Ларисы
22. 1974 — Ищу мою судьбу — Степанида Никитична, бабушка
23. 1976 — Двадцать дней без войны — мать Рубцовой